# Tiémala-Banimonotié
Tiémala-Banimonotié est une commune rurale du Mali de l'arrondissement central de Bougouni, dans le cercle de Bougouni et la région de Bougouni, elle a pour chef-lieu la localité de Kologo.
Banimonotié signifie littéralement « Fleuve et mono entre ». "Ba" (fleuve) "ni" (et) "mono" (mônô) "tié" (entre). La bonne traduction en français est donc « entre le fleuve et la rivière ». La commune de Banimonotié désigne la contrée limitée au sud par le fleuve (Baoulé) et au nord par la rivière (Mônô).

## Géographie
La commune s'étend au sud de la ville de Bougouni.

## Villages
La commune s'étend sur 26 localités relevées lors du recensement général de 2009. 
Les villages les plus peuplés sont :
- Kologo (1 813 habitants)
- Sirimana (1 536 habitants)
- Bombala (1 414 habitants)